# Elżbieta Ostrogska

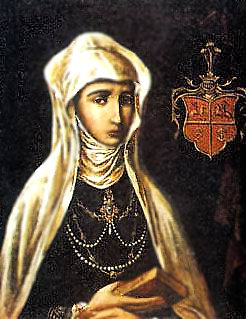
Elżbieta Ostrogska

Elżbieta Ostrogska (deutsch: Elisabeth Ostrogska; bekannt als Halszka Ostrogska (deutsch: Halschka Ostrogska) oder Halszka z Ostroga; * 19. November 1539 in Ostróg; † Dezember 1582 in Dubno) war eine Fürstin von Ostróg (Ostrog), polnische Magnatin, dreifache Witwe, reichste Frau des Landes (Polen-Litauen im 16. Jahrhundert), und Opfer politischer Ränkespiele des Hochadels.

## Leben

### Eltern

Wappen der Fürsten von Ostrog

Der Vater von Halszka war der Fürst Ilja (Elias) von Ostrog (1510–39), ein Abkömmling einer der mächtigsten Familien des Großfürstentums Litauen. Er war Sohn des Großhetmans von Litauen, Konstanty Ostrogski, und galt als einer der reichsten Männer des vereinigten Königreichs von Polen-Litauen. Zum Zeitpunkt seines Todes war er der Landvogt von Brazlaw und Winnitza.

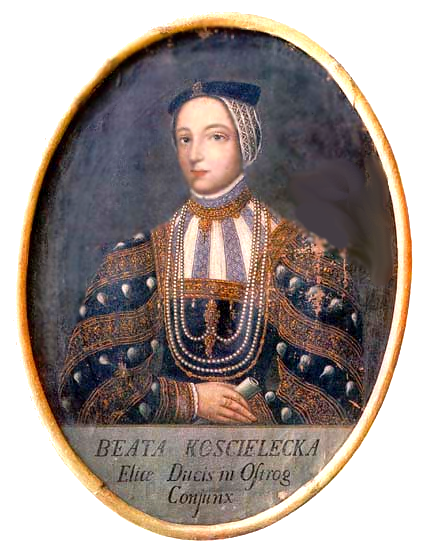
Beata Kościelecka, Mutter von Halszka

Ihre Mutter hieß Beata Łaska, geb. Kościelecka (1510–1576), und war Tochter des Schatzmeisters der (polnischen) Krone, Andrzej Kościelecki und der für ihre Schönheit berühmten königlichen Hofdame Katharina Ochstadt von Telnitz. Gerüchten zufolge könnte sie sogar eines der unehelichen Kinder des polnischen Königs Sigismund I. gewesen sein.
Ihre prunkvolle und mehrere Tage dauernde Hochzeitsfeier wurde mit Wohlwollen des Königspaars am 3. Februar 1539 auf der königlichen Wawelburg zu Krakau ausgerichtet. Nach der Hochzeit lebte das Ehepaar auf dem Schloss in Ostróg.

### Kindheit

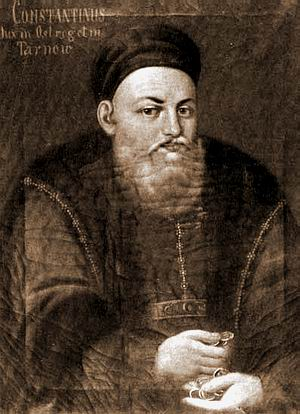
Konstantin Wasil Ostrogski, Stiefonkel und Vormund von Halszka

Eine Tochter, die man Elżbieta (Halszka) nannte, kam auf die Welt rund drei Monate nach dem Tod ihres Vaters. Halszka schien von Anbeginn an vom Pech verfolgt. Denn bei dem zur Hochzeitsfeier der Eltern dazugehörigen Ritterturnier, erlitt ihr Vater innere Verletzungen, an deren Folgen er rund ein halbes Jahr später in der Nacht zum 20. August 1539 verstarb: Beim Tjosten gegen den Krpnprinzrn und Thronfolger, Großfürst von Litauen Sigismund August, fiel er so unglücklich vom Pferd, dass er sich davon nicht mehr erholte. Er schaffte es jedoch, noch vor seinem Tod ein Testament zu verfassen, in dem er sein Vermögen zwischen seiner Frau mit dem ungeborenen Kind und seinen Stiefbruder, Konstantin Wassil Ostrogski, aufteilte. Zusammen mit dem Marschall von Wolhynien, Fürst Fjodor Sanguschko und dem Königspaar, sollte sein Stiefbruder Wassil die Vormundschaft über das Kind ausüben. Das Testament wurde vom König bestätigt. Trotzdem aber begannen schon bald die Erbschaftsstreitigkeiten:
Im Mai 1542 bestimmten die königlichen Kommissare eine Vermögensaufteilung zwischen Tochter und Mutter, wobei die Mutter auch über das Vermögen der Tochter verfügte. Die dreijährige Halszka wurde von ihrer Mutter zum absoluten Gehorsam erzogen und war von ihr in jeder Hinsicht abhängig. Das heranwachsende Kind mit seinem riesigen Vermögen und Ländereien von der Größe Thüringens, die ihresgleichen suchten, wurde zu einer landesweit begehrten Partie. Die Mutter jedoch ließ sich Zeit, während die zahlreichen Kandidaten großen Aufruhr im Lande verursachten. 1551 beschloss sogar der Reichstag von Litauen (poln.: 'Sejm Litewski') zu Wilna (Ostróg gehörte damals zum Großfürstentum Litauen), dass die Mutter ihre Tochter nicht ohne die Zustimmung naher Verwandtschaft verheiraten dürfe. Zudem musste der Heiratskandidat die Zustimmung der beiden Vormünde und des Königs gewinnen. Denn der inzwischen (1548) König von Polen-Litauen gewordene Sigismund II. August, der seit 1529 Großfürst von Litauen war, hatte kein Interesse daran, dass ein polnischer Magnat Halszka heiratete, ohne ihm huldigen zu müssen. Im Gegensatz zu den litauischen Adeligen, waren nämlich die polnischen Adeligen davon befreit. Als Landesherr von Litauen hatte er selbst das Recht, seine Landeskinder zu verheiraten.

### Heirat mit Dimitro Sanguschko

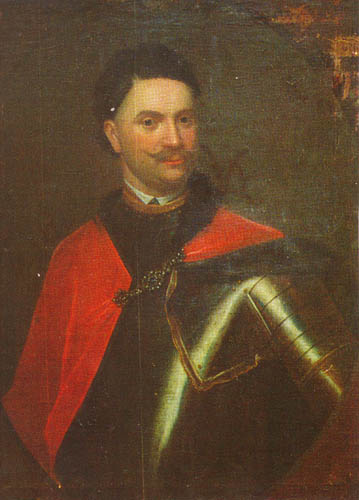
Dimitro Sanguschko

In der Zwischenzeit war jedoch Halszkas Vormund, Fürst Fjodor Sanguschko von Wolodymyr-Wolynskyj, gestorben. Währenddessen plante ihr zweiter Vormund und Onkel, Fürst Konstantin Wassil Ostrogski, sie mit einem viel versprechenden Sohn Dimitro (Landvogt von Kaniów und Tscherkassy) ihres ersten Vormunds zu verheiraten. Dimitro Sanguschko hatte sich bereits als aufstrebender Heerführer im Kampf gegen die fast jährlich die Gebiete der heutigen Ukraine plagenden Krimtataren glänzend bewährt und erwarb sich so allgemeine Anerkennung. Man prophezeite ihm eine steile Karriere. Zunächst schien weder das Mädchen noch ihre Mutter diesen Plänen abgeneigt gewesen zu sein. Als aber der König sein Veto eingelegt hatte, zog die Mutter ihre Zustimmung zurück.

#### Brautraub
Dimitro Sanguschko soll in die Vierzehnjährige sehr verliebt gewesen sein und wollte von ihr nicht ablassen. Unter dem Vorwand eines Höflichkeitsbesuchs wollte er die junge Prinzessin mit Hilfe von Wassil Ostrogski entführen. In vergleichbaren Situationen galt nämlich der Brautraub durchaus als eine probate Methode, seinem Glück auf die Sprünge zu helfen. Da aber Fürstin Beate beide Männer nicht mehr empfangen wollte, eroberten sie mit ihren Bediensteten im Sturm das Schloss, wobei es viele Verletzte und einige Tote gab. Anschließend wurde Fürstin Beate in einem kleinen Zimmer festgesetzt, während ihre Tochter von ihrem Vormund zum Traualtar geführt wurde. Der hatte auch für sie während der eiligst anberaumten Hochzeitszeremonie gesprochen, derweil die Prinzessin die ganze Zeit schwieg. Die Ehe wurde sogleich vollzogen, was Fürstin Beate in einem Brief an den König beklagte.

#### Königsvotum

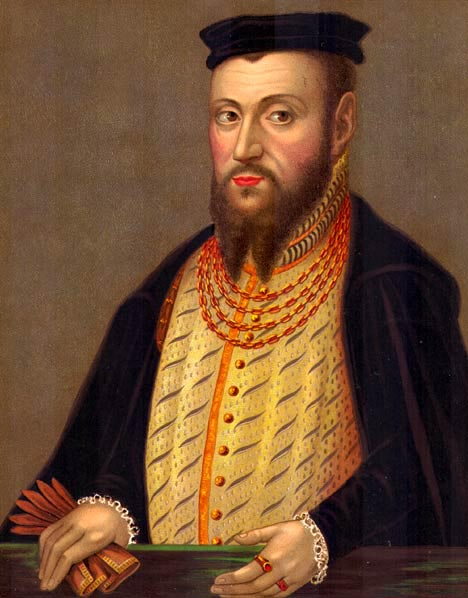
Sigismund II. August

Der König Sigismund II. August befahl, die Burg Ostróg unverzüglich zu räumen und die Frauen freizulassen. Fürst Wassil gehorchte prompt und überließ die Burg seiner Besitzerin, Fürstin Beate. Fürst Dimitro jedoch wollte seine junge Braut nicht aufgeben und flüchtete mit ihr weit nach Osten, auf seine Burg in Kaniów. Der König entzog ihm daraufhin alle Ämter und bestellte ihn zusammen mit seinem Komplizen, Wassil Ostrogski, zum Gerichtstermin am 5. Januar 1554 nach Knyszyn ein. Beide stellten sich nicht.

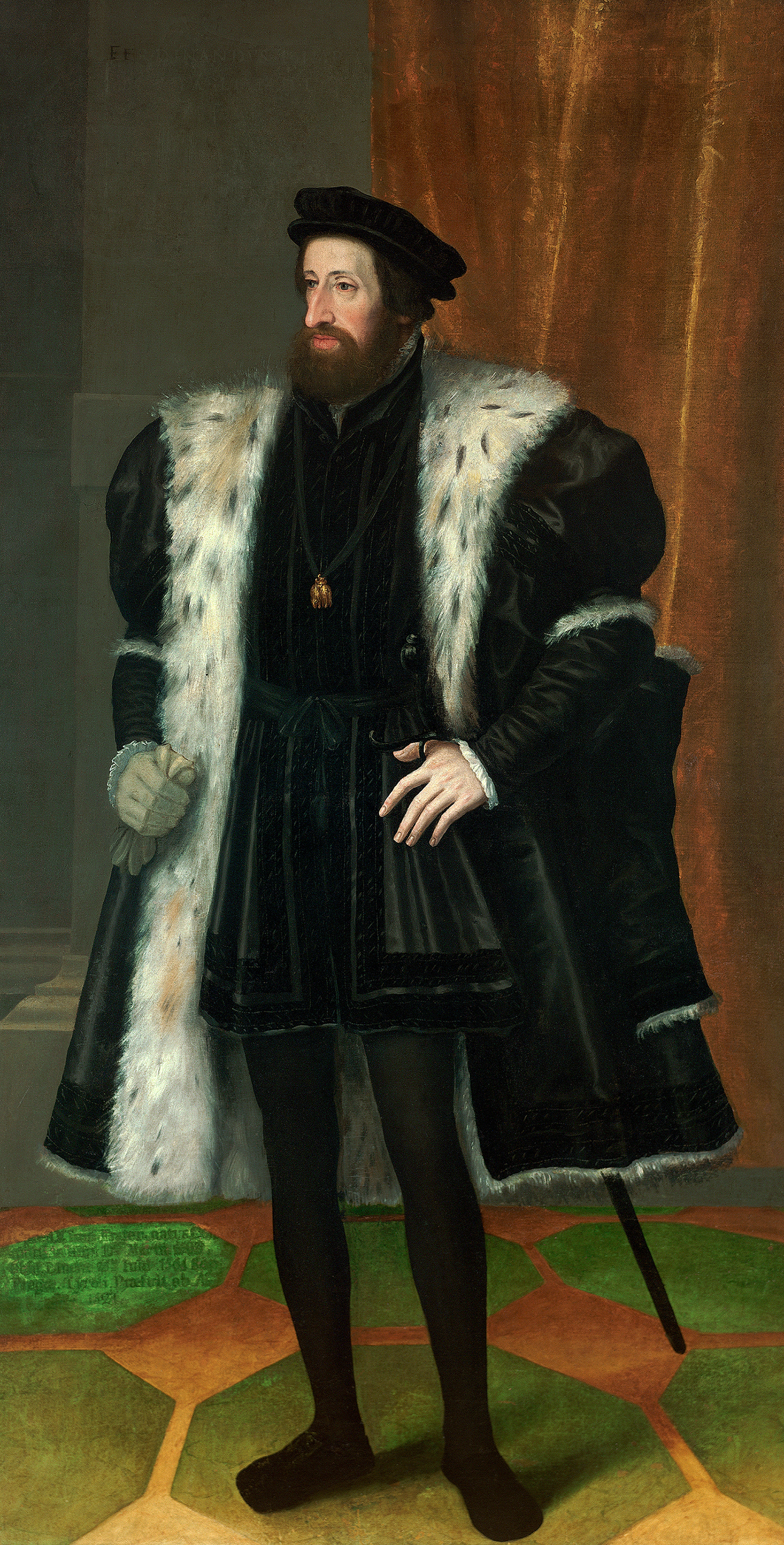
Ferdinand I. auf einem Porträt von Hans Bocksberger

Allerdings setzte sich für Wassil Ostrogski der künftige Kaiser Ferdinand von Habsburg ein, der im Brief vom 14. Dezember 1554 die Schuld für den Konflikt Fürstin Beate zuschrieb. Im Übrigen berief er sich auf das Gewohnheitsrecht. Somit entging Wassil Ostrogski einer ernsthaften Bestrafung, nur dass ihm die Vormundschaft über die Prinzessin Elżbieta entzogen wurde.
Dafür traf es Dimitro Sanguschko umso härter: Seine Abwesenheit wurde als Hochmut und Beleidigung der königlichen Autorität gewertet. Er wurde daher in Abwesenheit für ehr- und rechtlos erklärt, sein Vermögen wurde eingezogen, er sollte seine junge Frau ihrer Mutter herausgeben. Obendrein sollte er für seine Verbrechen mit dem Leben bezahlen. Der König erklärte zudem seine Ehe mit Halszka für ungültig.

#### Flucht nach Böhmen

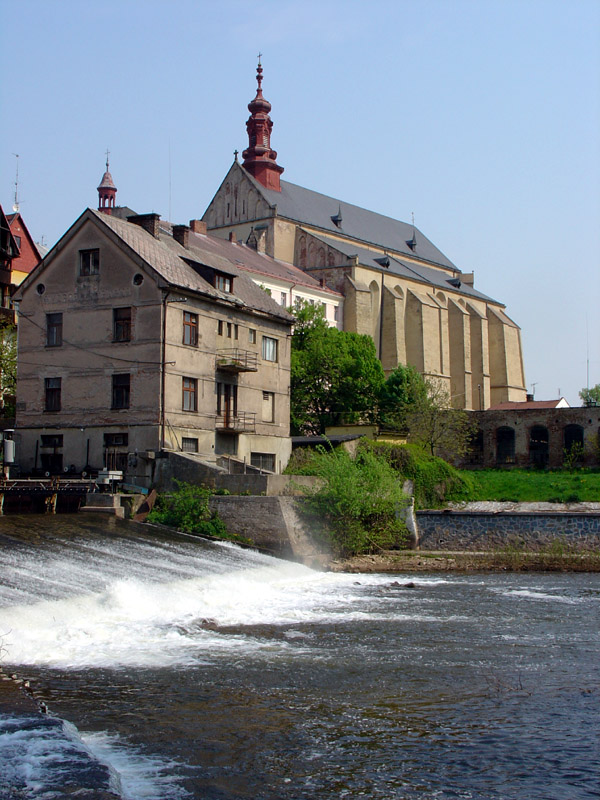
Nikolauskirche in Jermer an der Elbe

Nachdem der König den jungen Fürsten Sanguschko für Vogelfrei erklärt hatte, wollte sich dieser durch die Flucht ins Ausland retten, aber auch seine Frau nicht aufgeben. Mit nur kleinem Gefolge aus seinen treusten Bediensteten und Halszka, die ebenfalls als Knappe verkleidet wurde, floh er nach Böhmen, wo ein Freund der Familie, Kronhetman Jan Amor Tarnowski einige Besitzungen hatte, darunter auch die Burg in Raudnitz an der Elbe. Dort hoffte Sanguschko, eine sichere Zuflucht zu finden. Das hatten jedoch auch die drei Suchtrupps zumindest geahnt, welche mit Billigung des Königs oder im Auftrag der Fürstin Beate (Mutter der entführten Braut) die Flüchtlinge auf eigene Rechnung auch noch im Ausland jagten. Kurz vorm Ziel wurden die Flüchtigen in Lissa an der Elbe eingeholt und hinterlistig mit Duldung des hiesigen Burgvogtes gefangen genommen, obwohl sich Fürst Dimitro Sanguschko, ein erfahrener Krieger, heftig wehrte. Zwar durfte das Todesurteil nicht sofort vollstreckt werden, aber der Anführer des Suchtrupps, Woiwode von Kalisz Marcin Zborowski, hatte mit der jungen wie reichen Halszka seine eigenen Pläne. Daher ließ er ihren Ehemann auf einem Zwischenhalt in Jermer auf dem Rückweg nach Polen am Abend des 3. Februar 1554 misshandeln und mit einer Kette erdrosseln, bevor ihn jemand aufhalten konnte. Seine Leiche warf man achtlos in den Schnee. Der schändliche Tod des ausländischen Fürsten löste Unruhen unter der Bevölkerung aus. Zborowski wurde auf Geheiß des Königs von Böhmen Ferdinand von Habsburg verhaftet, wurde aber auf Bitten des Königs von Polen Sigismund II. August, dessen Befehle Zborowski eigentlich nur ausführte, am 11. Februar 1554 wieder freigelassen. Die Leiche von Dimitro Sanguschko wurde in der Stadt seines Todes, in der Nikolauskirche, in der Seitenkapelle der Hl. Barbara, zur ewigen Ruhe gebettet, woran heute noch eine von seiner Familie gestiftete Gedenktafel erinnert.

### Hochzeit mit Lukas III. Górka
Halszka wurde trotz aller Zwischenfälle rasch nach Polen gebracht und ihrer Verwandtschaft (Fam. Kościelecki und Górka) übergeben. Am 15. März 1554 kam es zum Wiedersehen mit ihrer Mutter, die extra deswegen nach Posen gereist war. Dort reichte sie eine Klage gegen ihren Onkel und Vormund Wassil wegen des Überfalls und Entzugs des Vermögens.
Da sie nicht mehr verheiratet war, meldeten sich bei ihr erneut Heiratskandidaten aus den besten Familien des Landes. Gute Chancen rechnete sich Marcin Zborowski, der die Prinzessin eben in Böhmen "befreite", für seinen Sohn aus. Da er jedoch nicht gerade als königstreuer Gefolgsmann galt, wollte ihn der König Sigismund II. August nicht mit dem riesigen Vermögen der Prinzessin auch noch stärken.

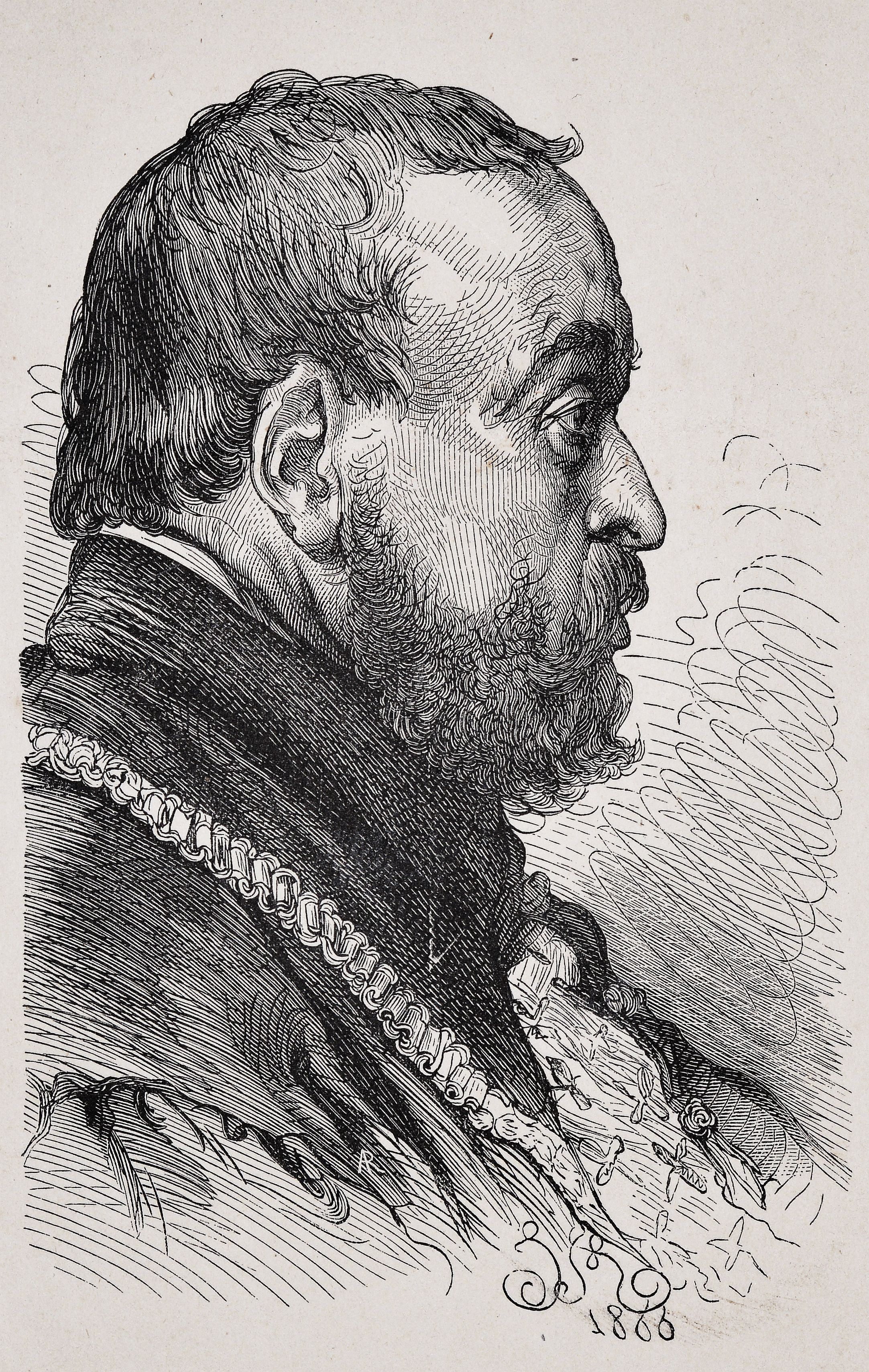
Lukas III. Górka

Als Vormund bestimmte der König seinen treuen Parteigänger Lukas III. Górka (poln.: Łukasz III. Górka) zum Bräutigam für die junge reiche Witwe, was er im Mai 1555 bekannt gab. Der Abkömmling eines der einflussreichsten Adelsgeschlechter von Großpolen zählte zu den engsten vertrauten des Königs war damals Burgvogt (und später Woiwode) von Brest-Kujawien und hatte noch eine glänzende Karriere vor sich. Da hatte er aber nicht mit dem Widerstand seitens der Braut und ihrer Mutter gerechnet. In ihrem Drang zur Selbstbestimmung wurden die Frauen von der selbstbewussten Königsmutter, Bona Sforza (1494–1557), mit Rat und Tat unterstützt. Solange sie da war, musste der Wille der Fürstin Beate respektiert werden. Schließlich ist Fürstin Beate auf Bonas Hof aufgewachsen und stand daher unter ihrem persönlichen Schutz. Allerdings hatte sich Sigismund II. August zu diesem Zeitpunkt längst von seiner Mutter abgenabelt. Vielmehr hat er es darauf angelegt, sich im Zweifelsfall gegen seine Mutter durchzusetzen. Lukas III. Górka war ein Propagator des Protestantismus in Polen, während seine künftige Braut streng katholisch erzogen wurde. Doch an seiner Moral waren berechtigte Zweifel im Umlauf. Vielleicht konnte er als Mann beide Frauen einfach nicht von sich überzeugen? Gemischtkonfessionelle Ehen waren in polnischen Hochadelskreisen durchaus üblich. Fürstin Beate war in der Wahl ihrer Argumente nicht zimperlich. Um die Braut abspenstig zu machen, berief sie sich auf eine Vorschrift, die einem polnischen Adeligen, der eine edle Frau aus dem Großfürstentum Litauen ehelichen wollte, den Zugriff auf ihren Landbesitz verwehrt, wenn die Familie der Braut einen Viertel des Wertes der Mitgift in bar aufbringt. Um diese Vorschrift zu umgehen, gab der König seinem treuen Górka ein spezielles Privileg, das jedoch vom Litauer Reichstag 1554 nicht bestätigt wurde.

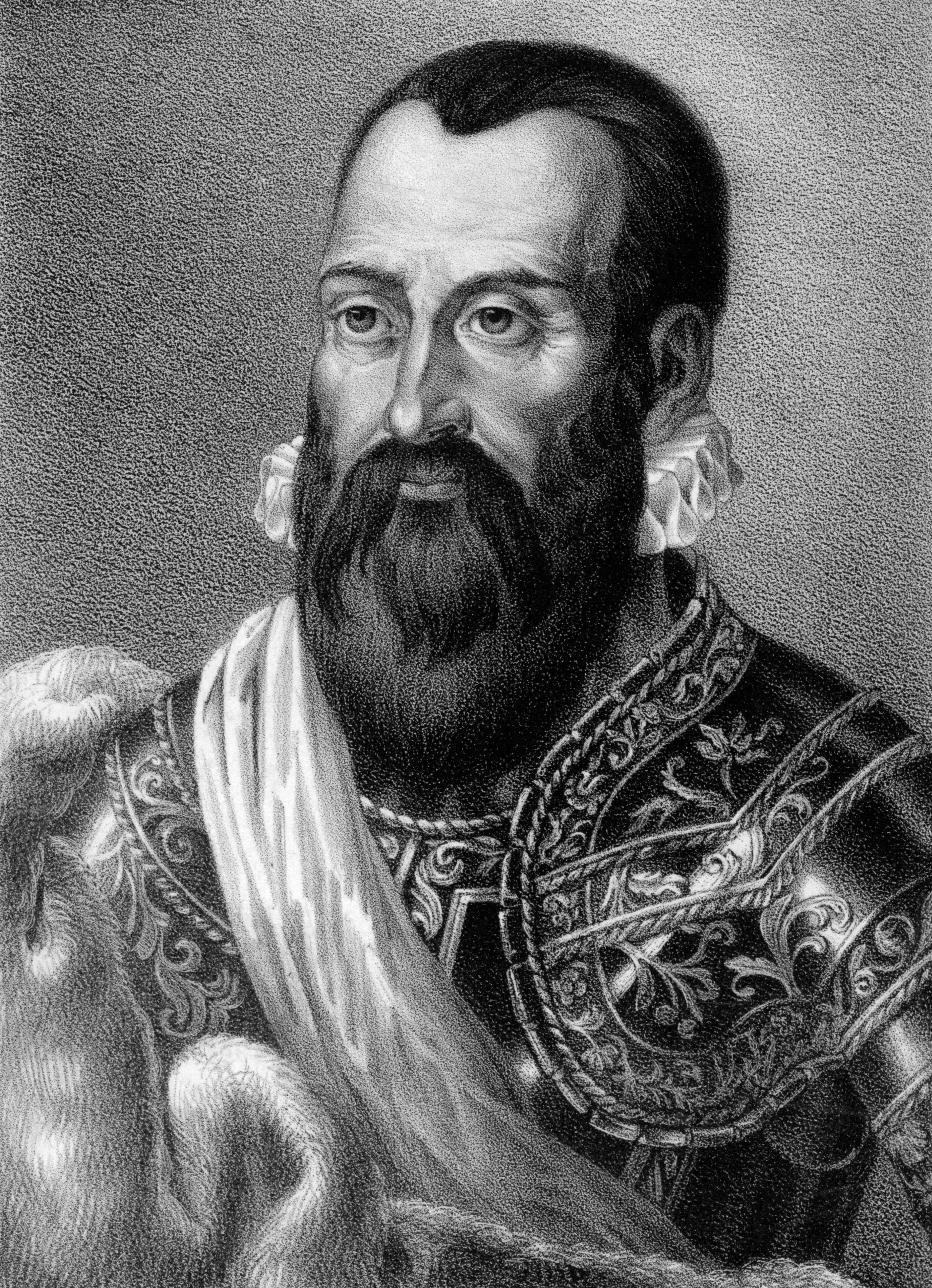
Mikołaj Radziwiłł Czarny, Großmarschall und Großkanzler von Litauen, Wojewode von Vilnius

Um das Vorhaben zu retten, bat der König seinen engsten Vertrauten, den litauischen Fürsten Mikołaj Radziwiłł »den Schwarzen«, schriftlich um Vermittlung in einem Brief vom 26. November 1556. Leider erfolglos. Die Frauen weigerten sich und Halszka schrieb dem König, sie würde eher sterben als Lukas Górka zu heiraten. Allerdings mit Bonas Abreise nach Italien wurde die Lage für die Ostroger Fürstinnen zunehmend eng. Später sollte sich herausstellen, dass der Radziwiłł »der Schwarze« im Gegensatz zum königlichen Auftrag die Frauen in ihrem Widerstand gegen Górka bestärkte. Schließlich verlor der König seine Geduld und beschloss die Hochzeit notfalls unter Zwang durchzusetzen. Die beiden Frauen, die am Königshof lebten, hatten keine Wahl. Die Hochzeit wurde am 16. Februar 1559 auf dem Königsschloss in Warschau ausgerichtet, obwohl die Mutter der Braut ihre Zustimmung standhaft verweigerte. Um durch ihre Anwesenheit der Veranstaltung nicht den Anschein der Legalität zu verleihen, wollte sie sich an jenem Tag verstecken. Man hatte sie aber gefunden und auf ihrem Zimmer festgesetzt, nachdem man ihr den Siegelring abgenommen und der Tochter als Zeichen ihrer Zustimmung präsentiert hatte. Daher, als sie am Traualtar vom Posener Bischof Czarnkowski nach dem obligatorischen "Ja" gefragt wurde, antwortete Halszka, es sei ihr Wille, wenn dies der Wille ihrer Mutter sei. Damit war auch ihre zweite Hochzeit ungültig. Da sie sich ihrem frisch angetrauten Ehemann verweigerte, blieb die junge Ehe auch unvollzogen.

### Flucht nach Lemberg

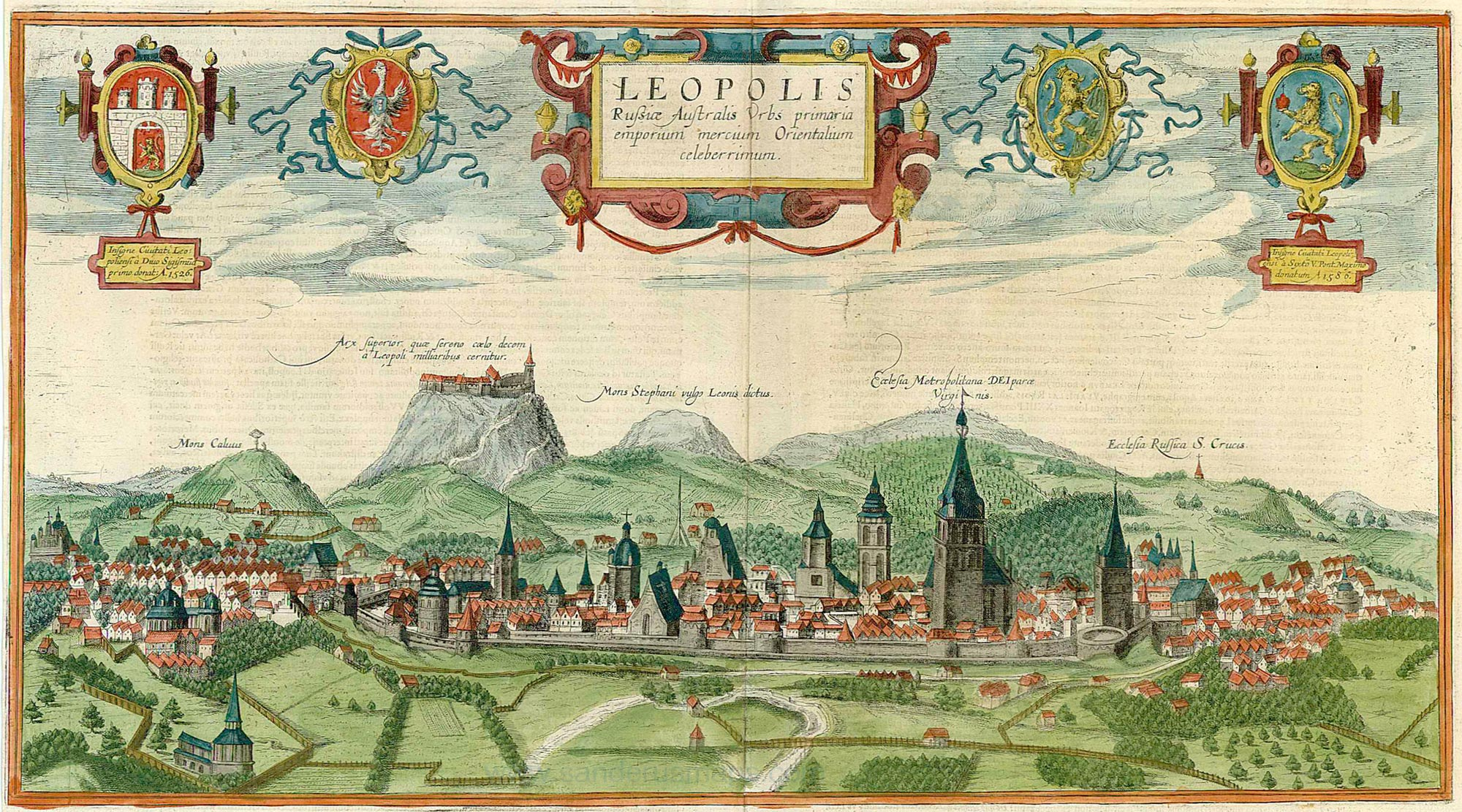
Panorama von Lemberg, 1616

Lukas Górka hatte nicht viel Zeit, seiner angetrauten Frau nachzustellen, denn er musste seinen Dienstpflichten nachgehen. Als Woiwode war es seine Pflicht, das Militär seiner Verwaltungseinheit im Kriegsfall anzuführen. Also musste er in den Livländischen Krieg ziehen, als Russland sich dort einen Zugang zum Ostsee erobern wollte. Der Königshof zog später nach Wilna, um näher am Kriegsgeschehen zu sein. Fürstin Beate Ostrogska folgte jedoch stattdessen (samt Tochter, Gefolge und ihrer Garde) nicht dem König, sondern fuhr gar nicht so geheim nach Lemberg (poln.: Lwów). Wenn sie sich und ihre Tochter der königlichen Kontrolle entziehen wollte, so war das fürstliche Gefolge kontraproduktiv, weil sie sich damit nicht verstecken konnte. Mag die Idee, Frauen in einem Männerkloster zu verstecken gut gemeint gewesen sein, aber eine Fürstin kann und darf sich nicht verstecken. Ihre Gardisten mischten die Stadt auf, so dass sich die Lemberger Patrizier beim König schriftlich beschwert hatten, worauf der zuständige Landvogt den Auftrag bekam, für Ordnung zu sorgen. Schnell stand fest, wer für die Vorfälle verantwortlich war.

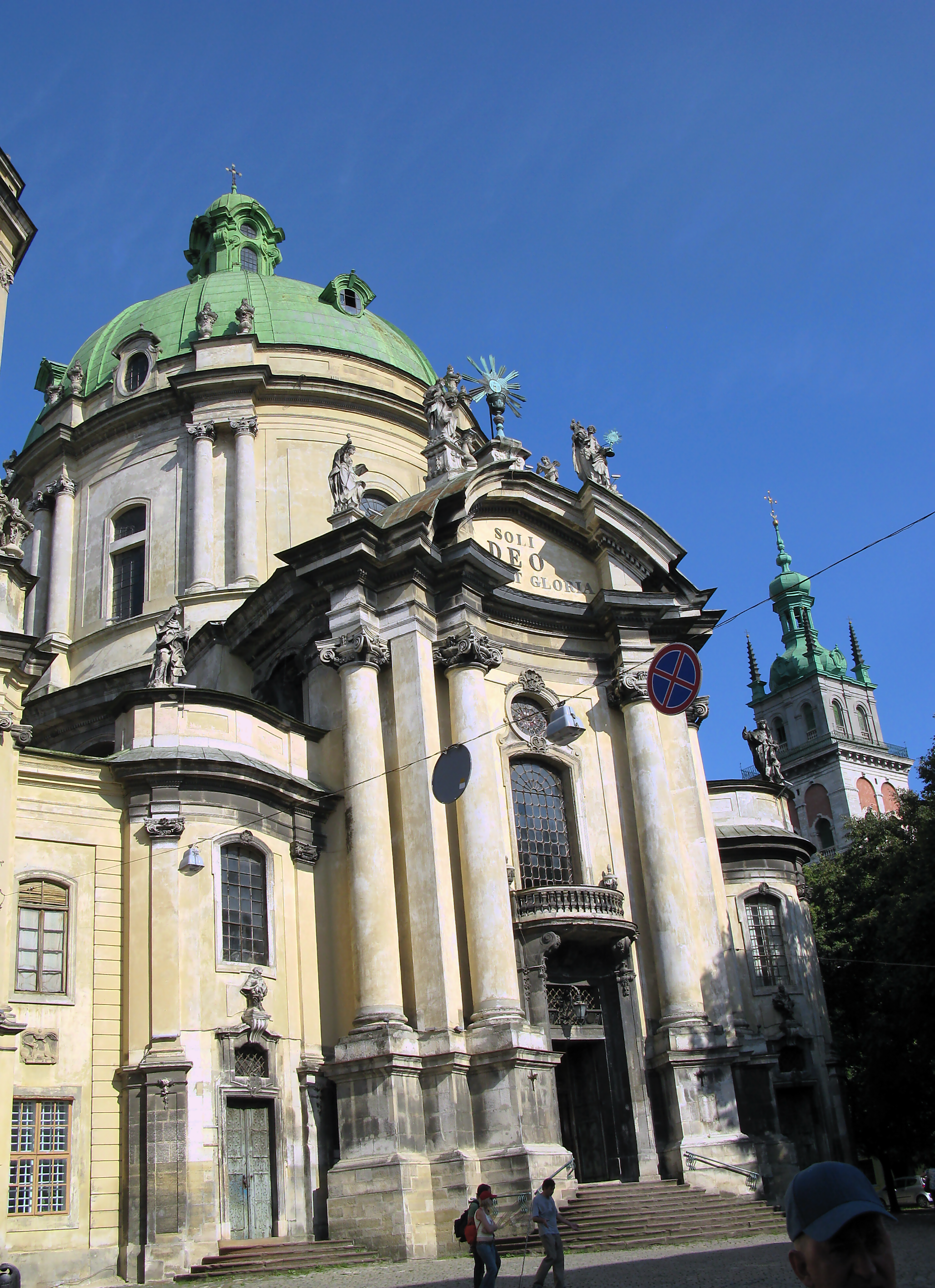
Dominikanerkirche in Lemberg

Der König ordnete an, Halszka von ihrer Mutter zu trennen und sie dem vom König ausgesuchten Gatten zuzuführen. Fürstin Beate weigerte sich. Der König bat erneut seinen Freund, den Mikołaj Radziwiłł »den Schwarzen«, um Vermittlung. – Vergebens! Górka bestand unbeirrt auf der Herausgabe seiner Frau. Bevor ihm die Sache zu peinlich wurde, befahl der König das stark befestigte Dominikanerkloster zu belagern und notfalls zu stürmen. Das Kloster war ein Teil des Befestigungssystems der Stadt, die in ihrer Geschichte mehrfach feindlichen Angriffen trotzte. Die Fürstin wurde von mehreren Hundert Gardisten begleitet und noch mehr Dienerschaft beiderlei Geschlechts. Insofern konnte sie in einer Festung auch einer überlegenen Streitmacht lange Zeit widerstehen. Daher ließ Fürstin Beate auch das letzte Ultimatum verstreichen, aber nicht unkommentiert. Vielmehr überzeugte sie den Landvogt von der Richtigkeit ihrer Argumente, dass der König zum Wohle seiner Schutzbefohlenen handeln sollte und ihren willen als Elternteil respektieren müsse. Trotzdem musste der Landvogt Barza seines Amtes walten. Er ließ am 15. März 1559 das Kloster abriegeln und die Kanonen feuern. Augenzeugen berichteten, dass durchaus scharf geschossen wurde. Auch wenn der Zugang zur Stadt schon seit den ersten Vorfällen streng kontrolliert worden war, gelang es einem heiratswilligen Kandidaten ins Kloster hineinzukommen und zwar verkleidet als Bettler: Fürst Siemon Olelkowicz von Sluzk. Als auch noch der aus dem Krieg zurückgekehrte Lukas Górka mit einer kleinen Leibstandarte die Belagernden verstärkte, wäre es beinahe zum blutigen Frontalangriff gekommen, wenn der Landvogt Barza nicht auf die Idee gekommen wäre, den Belagerten das Frischwasser abzuschneiden. Wenige Tage später mussten die Verteidiger kapitulieren. Die Fürstin lieferte ihre Tochter in die Hände des Landvogtes treuhänderisch aus, d. h. nur bis der König nochmal über die Sache entschieden hatte. Sie ließ aber verlauten, dass ihre Tochter eben mit Fürst Olelkowicz verheiratet worden sei und die Ehe sei bereits vollzogen, d. h. konsumiert. Somit hätte Górka keinen Anspruch mehr auf Halszka. Fürstin Beate selbst übertrug wiederum ihr persönliches Vermögen dem Fürsten Olelkowicz im Tausch gegen lebenslangen Schutz und Auskommen, um zumindest das vor Górka zu schützen.

### Bei Górka
Verabredungsgemäß lieferte Landvogt Barza Halszka auf dem Königsschloss zu Warschau ab. Der König jedoch blieb konsequent: Er erkannte die jüngste Eheschließung Halszkas mit Fürst Olelkowicz nicht an und alle mit ihm getroffenen vermögensrechtlichen Absprachen beider Frauen erklärte Sigismund II. August für nichtig! Vor allem jedoch wurde Halszka an Lukas Górka übergeben, der sie trotz ihres Widerstands alsbald in seine Residenz nach Samter brachte.

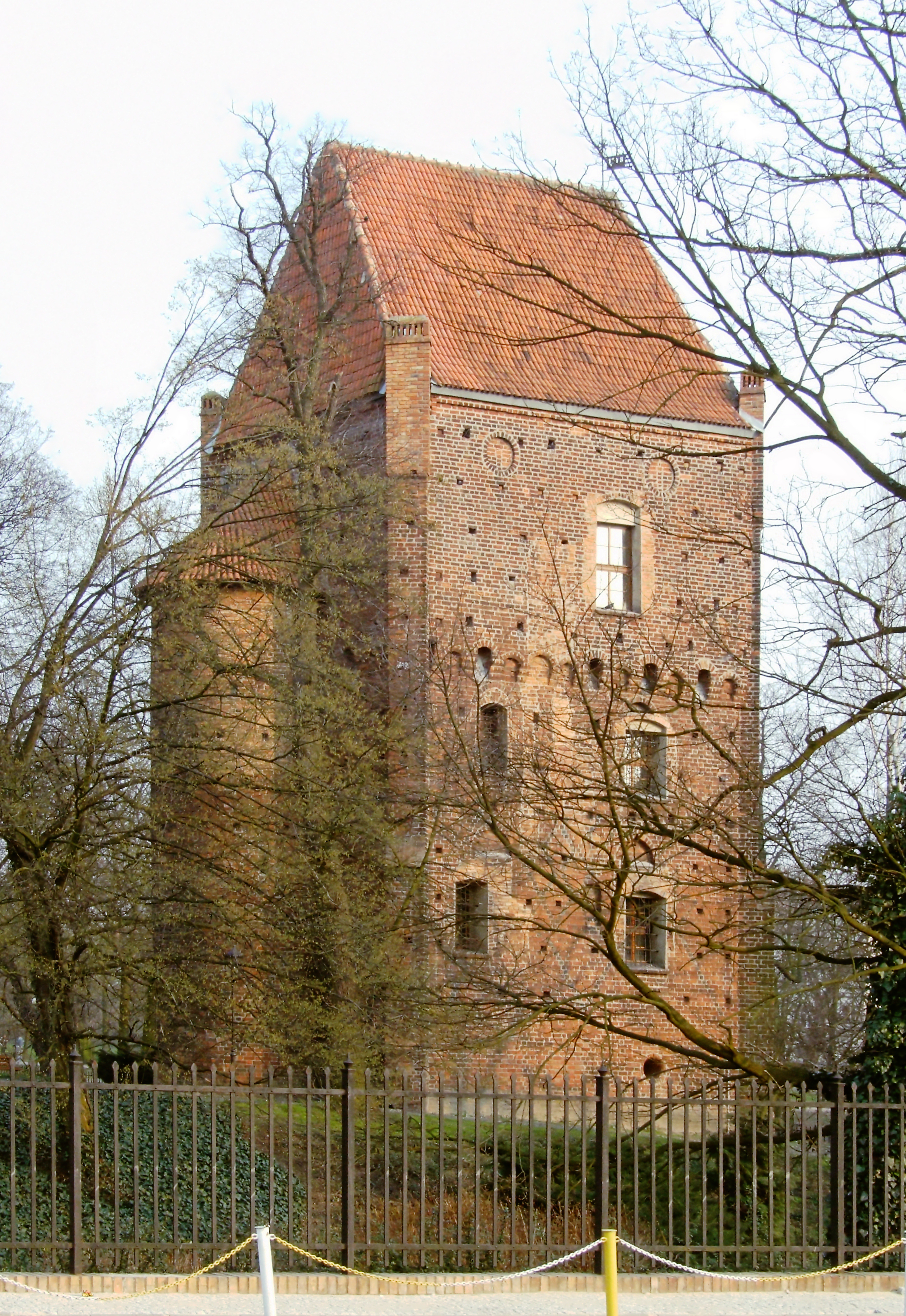
Halschks-Turm in Samter

Sowohl Barza als auch Górka hatten mit der jungen Prinzessin viel Kummer, weil sie lange Zeit nichts essen wollte, was ihre Mutter ihr nicht geschickt hätte. Die Mutter bläute ihrer Tochter eine große Angst vor Giftmord ein, jedoch erwies sich diese als unbegründet. Górka zeigte sich seiner störrischen Gattin gegenüber durchaus ritterlich und zwang sie nie zum Beischlaf, obwohl er dazu nach damaligem Verständnis das Recht gehabt hätte. Indes mochte ihn Halszka lange Zeit weder ansehen noch mit ihm direkt sprechen, geschweige denn mit ihm ehelich verkehren. Sie bezog eigene Wohnräume in einem Turm der Górka-Residenz. Später fing sie an, sich ausschließlich schwarz zu kleiden, was bald zur Entstehung der Legende von der „Schwarzen Prinzessin“ (oder „Schwarzen Dame“) beigetragen hatte.

#### Letzte Hoffnung
Fürstin Beate von Ostrog gab jedoch ihre Tochter nicht auf: Sie war sogar bereit, 100.000 Golddukaten dafür auf den Tisch zu legen, dass er ihre Tochter frei ließe. Von der Kaufkraft her entspricht das ca. 50 Mio. €. Alle Vermittlungsversuche scheiterten allerdings. Jedermann wusste, dass die Mitgift der fürstlichen Tochter ein Vielfaches dieser Summe wert war. Dessen ungeachtet hörte die Mutter nicht auf, unzählige Vermittlungsversuche mit Hilfe ihr wohlgesinnter Magnaten zu unternehmen, z. B. die von Marcin Zborowski, Primas Jan Przerębski, des Bischofs vom Posen Andrzej Czarnkowski oder Hetman Jan Amor Tarnowski.
Górka sah sich im Recht und gegen den Willen des Königs hatten all diese Herren nichts entgegenzubringen. Andere Senatoren und Persönlichkeiten, welche die verzweifelte Mutter mit ihren unzähligen Bittbriefen bombardierte, wollten sich einfach nicht einmischen. Aber auch ihre Unterstützer betrachteten ihr Verhalten nicht unkritisch. Einmal nur erklärte sich Górka bereit, zu einer Zusammenkunft beider Parteien nach Petrikau zu kommen, wo man den Konflikt endgültig beilegen wollte, so dass die längst erwachsene Tochter eventuell zurück zu ihrer Mutter kommen könnte. Diese Konferenz fand jedoch nie statt. Wahrscheinlich verlor der politische und moralische Druck, den die Fürstin-Mutter hinter ihren Forderung aufbauen konnte, merklich an Kraft, als erst der junge Fürst Olelkowicz (1560) unerwartet früh und der alte Freund Hetman Tarnowski (1561) plötzlich starben.

#### Verlust der Mutter

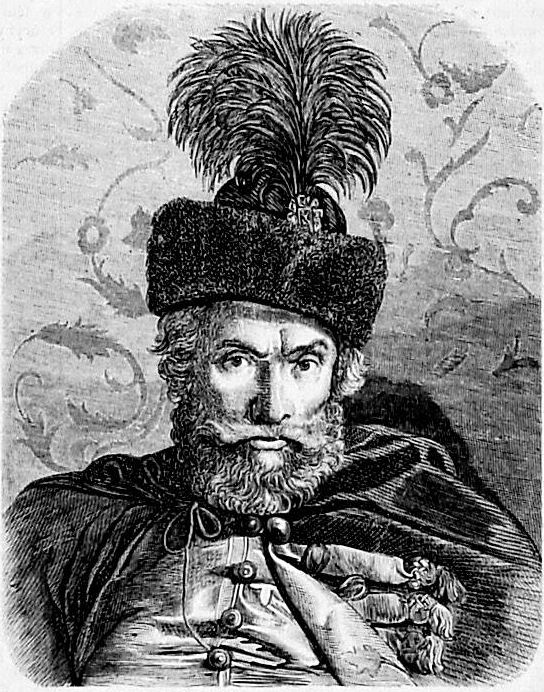
Albert Łaski

Fürstin Beate von Ostrog sah sich wohl genötigt, nach neuen Unterstützern zu suchen und heiratete 1564 den 21 Jahre jüngeren, ehrgeizigen Albrecht Laski (poln.: Olbracht Łaski) (1536–1605), der gerne über Moldawien herrschen wollte. Wegen des großen Altersunterschieds war das eine Skandalhochzeit. Trotz des anfänglich Glück verheißenden Anscheins hatte er es doch nur auf das Vermögen seiner zweiten Gattin abgesehen: Nachdem sie ihm ihr Vermögen überschrieben hatte, sperrte er sie in seiner Burg Käsmark in der Hohen Tatra ein und stürzte sich alsdann in politische wie militärische Abenteuer. Fürstin Beate hatte fortan jegliche Kontrolle über ihre Tochter (und womöglich jeden Kontakt zu ihr) verloren. Erst nach elf Jahren der Isolation hatte sie der Kaschauer Hauptkapitän von Oberungarn (sprich: Slowakei), Hans Rueber zu Pixendorf (1529–84), befreit. Er leitete nämlich die Untersuchungen der Vorwürfe gegen Laski wegen Bigamie, die nach seinem Verrat an den Habsburgern im Wettlauf um die Krone von Polen-Litauen nach dem Tod von Sigismund II. August ausgebrochen war. Kaum befreit starb sie auch in Kaschau noch im Juli selben Jahres (1576), ohne ihre geliebte Tochter wiedergesehen zu haben.

#### Im goldenen Käfig

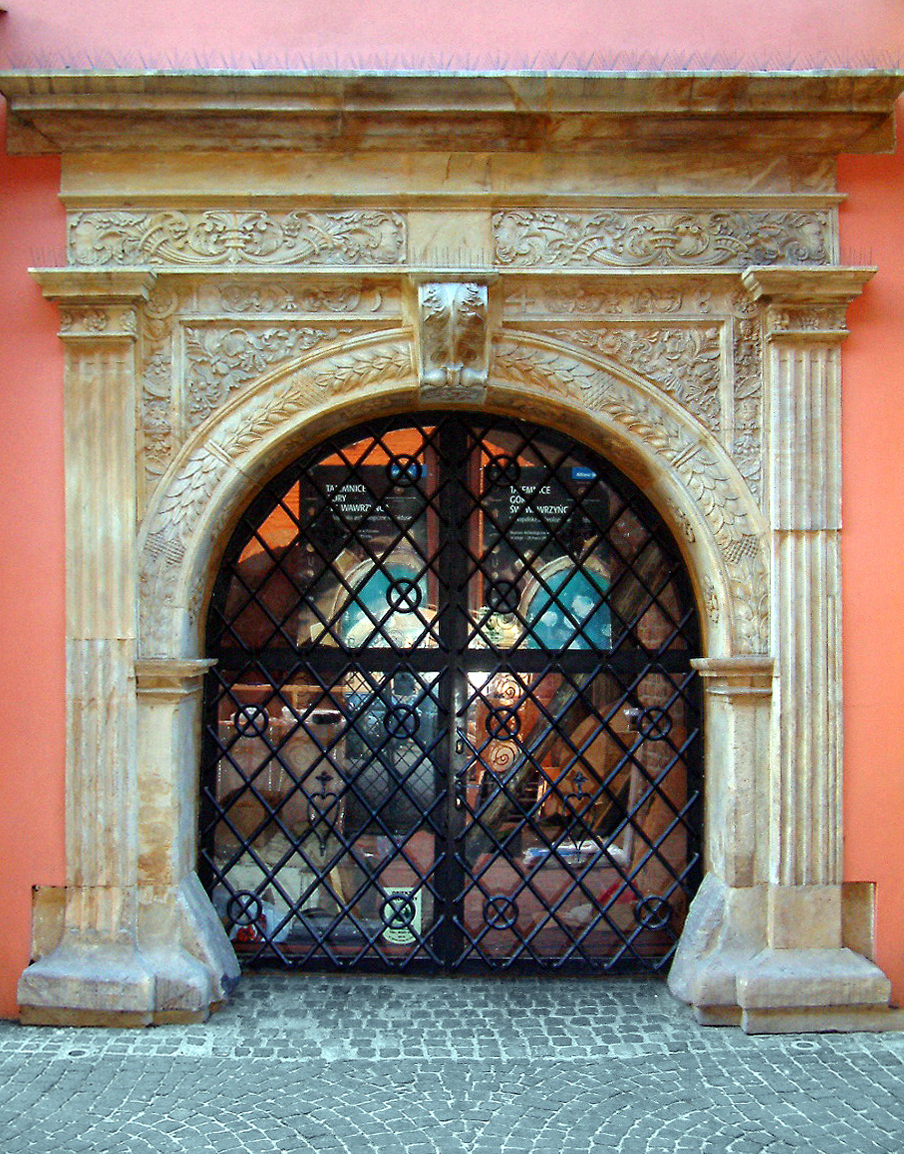
Renaissanceportal im Palast der Górkas in Posen

Ohne den Einfluss ihrer Mutter, normalisierte sich das Leben der Halszka ein wenig. Zwar war sie nie frei und immer unter Aufsicht, aber sie durfte an Osterexerzitien teilnehmen, obwohl ihr Ehemann Protestant war, und sich auf dem weitläufigen Schlossgelände zu Samter recht frei bewegen. Mehrfach begleitete sie ihren Mann, stets schwarz gekleidet, zu öffentlichen Anlässen, insbesondere wenn diese im Stadtpalais der Górkas in Posen stattfanden. Ebenfalls soll sie ihren Gatten auf seinen Inspektionsreisen durch seine umfangreichen Ländereien in Großpolen begleitet haben. Sie führte mit ihm jedoch nie eine „normale Ehe“ und lebte bis zum Ableben ihres Ehemanns in einer Art Hausarrest. Lukas III. Górka starb am 23. Januar 1573 „an einem Karbunkel“.

### Die letzten Jahre
Die enorm vermögende und mit 34 Jahren noch durchaus junge Witwe wurde wieder heiß umworben. Mit die besten Chancen rechnete sich diesmal Jan Ostroróg, ein anderer Magnat aus Großpolen, quasi ein Nachbar des verstorbenen Lukas Górka. Zu einer Heirat ist es jedoch nicht gekommen, weil Halszka wieder von ihrem Onkel Wasil umgarnt wurde mit dem Versprechen, sich für die Befreiung ihrer Mutter einzusetzen. Sein Sohn Janusch (poln.: Janusz) (1554–1620) brachte sie aus dem dicht besiedelten Großpolen (im Westen des Kgr. Polen) auf das Schloss seines Vaters in Dubno, im Westen der Ukraine, wo sie sich erholen sollte.

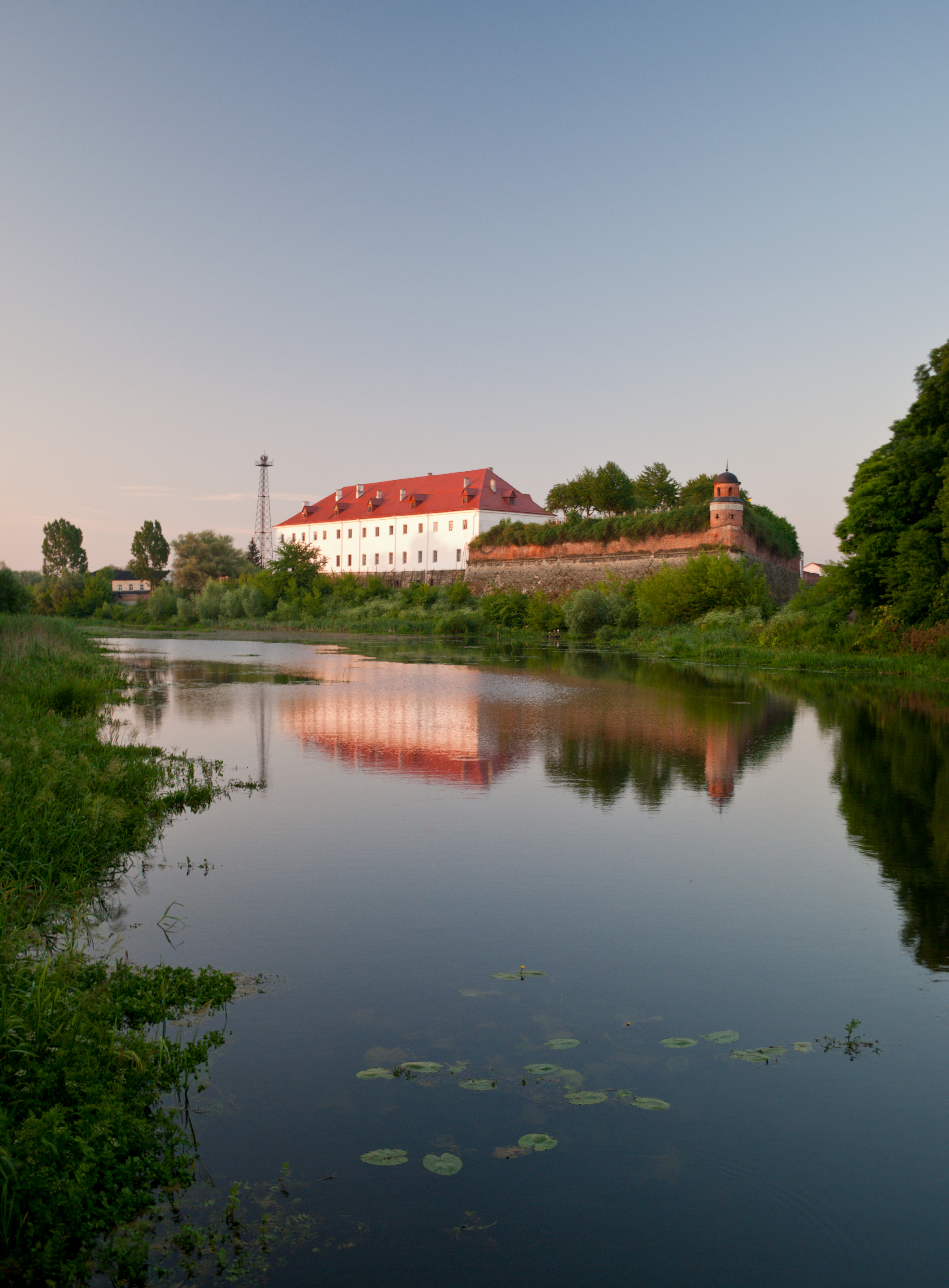
Schloss in Dubno

Nach außen ließ man verlauten, Halszka sei nach den vielen Schicksalsschlägen geistig verwirrt gewesen, wodurch sie für die ernsthafteren Heiratskandidaten uninteressant wurde. Angeblich litt sie unter immer schlimmeren Depressionen oder soll sogar gänzlich verrückt geworden sein. Im Dezember 1584 starb sie schließlich. Das genaue Todesdatum ist ebenso wenig bekannt wie ihr Bestattungsort. Am wahrscheinlichsten wurde sie im heimatlichen Ostrog begraben, in einer der hiesigen katholischen oder orthodoxen Kirchen. In ihrem Testament hatte sie nämlich den Wunsch geäußert, in ihrem Geburtsort bestattet zu werden. Die tiefgläubige Katholikin, die noch während ihres Aufenthaltes in Großpolen an den typisch katholischen religiösen Praktiken (Exerzitien) teilgenommen hatte, wird wohl unter dem Einfluss ihrer orthodoxen Familie in ihrer Heimat letztlich zum orthodoxen Glauben konvertiert sein, da sie die orthodoxe Ostroger Akademie großzügig unterstützte und orthodoxen Geistlichen zum Testamentszeugen bestellte. Ihr sagenhaftes Vermögen vererbte sie ihrem Onkel Wassil und dessen Sohn Janusch.

## Die Legende und Wirklichkeit
Halszka von Ostrog ist nach Königin Bona mit die bekannteste Frau in Polen der Renaissance. Das verdankt sie nicht zuletzt der Legende, welche um ihren Aufenthalt in Samter noch zu ihrer Lebzeit entstanden war und durch das Aufgreifen dieses Motives in der Kunst und Literatur befeuert und am Leben erhalten wurde. Allerdings wird sie in der Legende als „Schwarze Prinzessin“ oder „Schwarze Dame“ bezeichnet.

### Die schwarze Legende
Die heute in Polen bekannte Legende ist im Wesentlichen auf eine lokalpatriotische Gruselgeschichte von Mieczysław Dereżyński zurückzuführen. Demnach soll sie Lukas Górka 14 Jahre lang in einem Turm gefangen gehalten haben als Strafe dafür, dass sie mit ihm nicht ehelich verkehren wollte. Nach ihrem Tod in Dubno soll sie nach Samter überführt und in den Katakomben der Stiftskirche an einer unbekannten Stelle beigesetzt worden sein. Damit sich niemand sonst an ihrer Schönheit erfreuen konnte, musste sie nicht nur eine eiserne Maske tragen, sondern sie durfte ihren Turm nicht verlassen, außer für den Kirchgang. Dazu durfte sie sich aber trotzdem nicht frei bewegen, sondern sie soll einen unterirdischen Geheimgang benutzt haben, der ihren Turm mit der Stiftskirche verbinden sollte. In der Kirche nahm sie Platz in einer kleinen Nische mit einem kleinen vergitterten Fensterchen zum Kirchenraum ein, um zu büßen und den Gottesdienst zu feiern. Der Legende nach soll in wolkigen Mondnächten eine Frauengestalt im Büßergewand in der Nähe des Turms anzutreffen sein, die dann in diesem verschwindet. Dort angekommen soll sie seufzen, schluchzen oder leise weinen.

### Politischer Hintergrund
Die sehr bewegte Vita von Elżbieta von Ostróg ist ohne das Wissen um die damaligen politischen und rechtlichen Verhältnisse kaum nachvollziehbar. Auch sind die deutschen Verhältnisse nicht auf damaliges Polen oder Litauen übertragbar. Die Ereignisse spielten zunächst unter der Herrschaft des Sigismund I. Jagiello, der erblicher Großfürst von Litauen war und 1507 vom polnischen Senat zum König von Polen gewählt wurde. Seit dem Aussterben der Hauptlinie des Staatsgründergeschlechts der Piasten war Königreich Polen keine klassische Erbmonarchie mehr. Zwar war Polen seit Władysław II. Jagiełło meist durch die Person des Monarchen strategisch, politisch und militärisch mit dem Nachbarstaat Litauen eng verbündet, aber weder war die Personalunion zwingend noch die Wahl „fremder“ Kandidaten ausgeschlossen. Die Dynastie der Jagiellonen versuchte im ausgehenden Mittelalter und in der Renaissance die Herrschaft in Mitteleuropa durch Bündnisse und Heiraten zu erobern. Die Sicherung des polnischen Throns für die Familie und die Kriege gegen die aufstrebenden Gegner (vor allem Großfürstentum Moskau und Osmanenreich) machte es erforderlich, den Adel für sich zu gewinnen, der die Streitmacht stellte und durch den Reichstag (poln.: Sejm) über Gesetze, Steuern und die Thronfolge bestimmte. Das führte zu einer Aufwertung des Adels zu Lasten anderer Stände und zur Schwächung der Position des Königs. Den Missbrauch des Staates für dynastische Interessen ließ sich das polnische Rittertum mit vielen Privilegien bezahlen. Weil die Herrschaft der Dynastie in Böhmen und Ungarn für die Familie verloren ging, sorgte Sigismund I. unter dem Druck seiner ehrgeizigen Ehefrau Bona Sforza dafür, dass sein Sohn Sigismund-August nicht nur zu seinen Lebzeiten (vivente rege) als sein Nachfolger gewählt, sondern auch zum Mitregenten wurde. Darüber hinaus, galt es das erfolgreiche Bündnis mit Litauen zu vertiefen. Großfürstentum Litauen war im Vergleich zu Polen etwas einfacher zu regieren, denn der Großfürst hatte mehr Macht und seine Autorität war nicht so stark durch den Reichstag eingeschränkt. Aber die Nachkommen Władysław Jagiełłos waren nicht die einzigen Thronprätendenten. Daneben gab es mehrere Seitenlinien seiner Familie und auch russische Kleinfürsten, die bis ins 14. Jh. eigene unabhängige Staaten regierten. Diese waren schwach und untereinander zerstritten, nachdem die Kiewer Rus von den Mongolen zerschlagen wurde. Litauen konnte im 13. und 14. Jh. einen Großteil dieser Gebiete erobern, wurde aber von ihnen kulturell geprägt, also russifiziert. Durch Erbschaften und Heiraten entstanden immer wieder große Vermögen, die ihren Besitzern auch politische Macht verliehen, die kein Landesherr ignorieren konnte. Diese Magnaten unterhielten in der Regel eigenen Hofstaat, eigene Armee und führten nicht selten eigenständige Innen- und Außenpolitik, die manchmal nicht mit den Interessen des Landesherren übereinstimmten. Daher versuchten die Landesherren entweder die Entstehung solcher Vermögen zu verhindern oder sie zumindest zuverlässigen Parteigängern zuzuspielen.
Im 16. Jh. erreichte Königreich Polen die Reformation und fand viel Zuspruch unter dem Hochadel sowie in den von deutschen Siedlern dominierten Städten, während das Land katholisch dominiert blieb. Gfm. Litauen blieb dagegen überwiegend orthodox dominiert. Allerdings fanden in Polen und Litauen schon seit dem Mittelalter allerhand Wirtschafts- und Religionsflüchtlinge Zuflucht und Schutz, sodass in den Städten viele Juden und konfessionell unterdrückte Christen (z. B. Protestanten, armenische Christen) ihren Glauben praktizieren konnten, weshalb sie auch bedeutende Minderheiten stellten. Generell war man bemüht, es zu keinerlei konfessionsbedingten Ausschreitungen kommen zu lassen. Diese Bemühungen waren allerdings nicht immer erfolgreich.

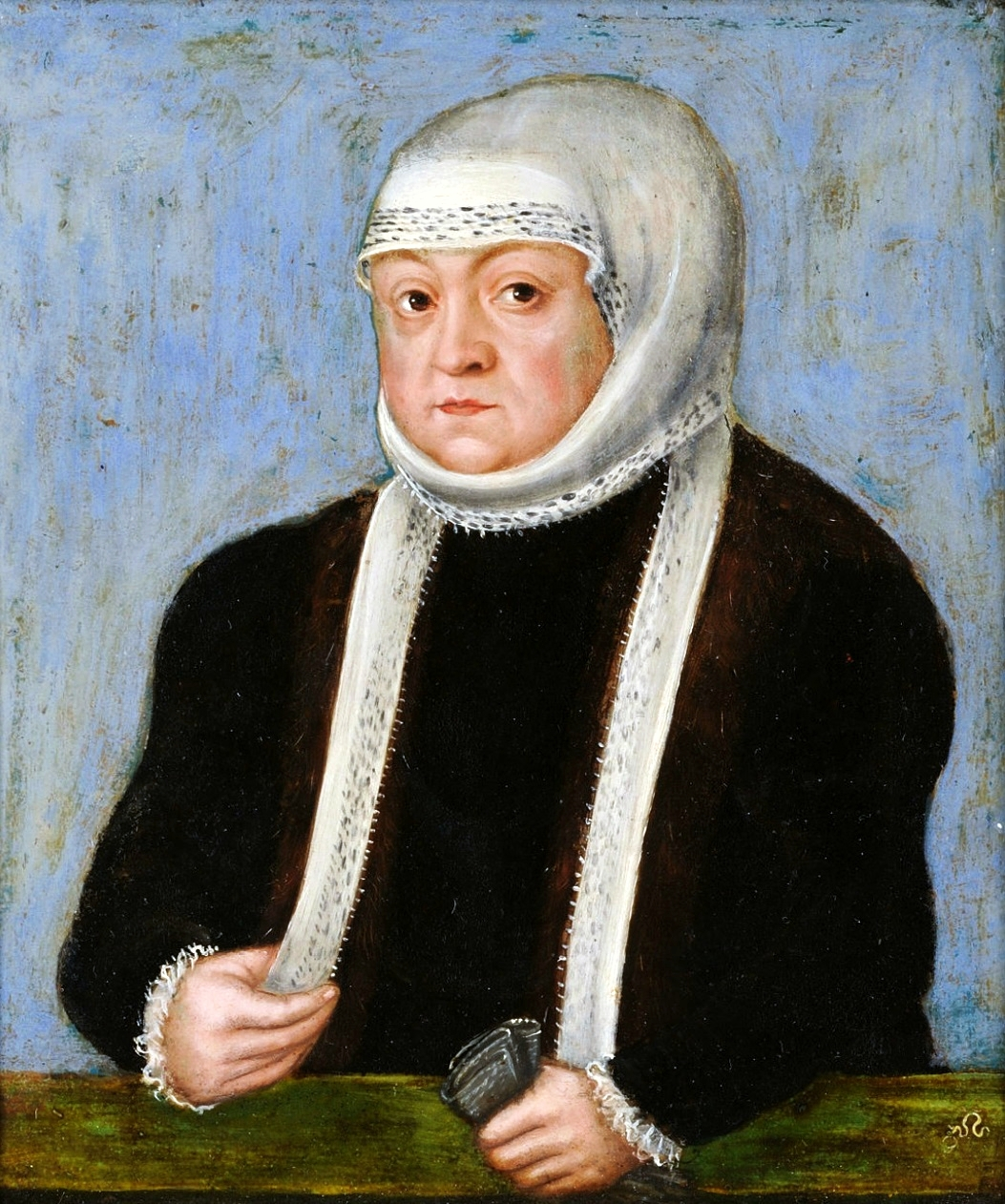
Bona als Königin-Mutter

Die resolute Königin Bona unterstützte nach Kräften die Gegenreformation, während ihr Sohn Sigismund II. August mit dem Protestantismus deutlich sympathisierte. Zeitweise spielte er sogar mit dem Gedanken, eine Nationalkirche zu schaffen, wie das Heinrich VIII. in England vorgemacht hatte. Die Enteignung kirchlicher Güter hätte ihn als König wirtschaftlich unabhängig vom Reichstag gemacht und eine auf ihn eingeschworene Kirche würde seine Politik propagieren und nicht dauernd hinterfragen oder gar mit „übergeordneten Zielen“ argumentierend ihn zu Entscheidungen drängen, die nicht im Interesse des Landes oder der Dynastie lagen. Das taten die Vertreter der katholischen Kirche immer wieder. Dagegen stand die orthodoxe Kirche unter dem Verdacht, nicht staatstragend zu sein, nachdem Moskau für sich den Anspruch erhob, das Erbe Ostroms anzutreten, als 1453 Konstantinopel von den Osmanen eingenommen wurde. Da es nicht gelungen war, die orthodoxen Bischöfe dem Einfluss Moskaus zu entziehen, ging man dazu über, eine Kirchenunion mit den Katholiken vorzubereiten. Den Erfolg seiner Anstrengungen in dieser Richtung hatte er jedoch nicht mehr erlebt. Die Idee einer Unionskirche traf aber auf Widerstand großer Teile der russischen/ruthenischen Bevölkerung und befeuerte später die Kosakenaufstände. Nachdem jedoch der König die eigenen dynastischen Pläne aufgegeben hatte, verwarf er auch die Idee einer Nationalkirche und setzte sich fortan für den Ausgleich und Dialog zwischen den Konfessionen ein.
Innenpolitisch versuchte Sigismund II. August Polen besser regierbar zu machen. Polen und Litauen sollten nicht mehr ein Staatenbund, sondern ein Bundesstaat werden. Also hatte er viele Reformen angeregt, bei deren Umsetzung er auf breite Unterstützung der politischen Klasse angewiesen war. Halszka von Ostrog wurde hier zu einer Schachfigur degradiert und als solche eingesetzt. Es war ihm daher wichtiger, die Meinungsführer des Adels für sich zu gewinnen als Gerechtigkeit walten zu lassen und Einzelpersonen zu ihrem Recht zu verhelfen. Eine gute Beziehung zu den polnischen Protestanten sollte der drohenden Abspaltung des protestantisch gewordenen Herzogtum Preußen entgegenwirken.
Nach dem Tod von Sigismund II. August folgten mehrere kürzere Regierungsperioden verschiedener Herrscher, wobei nach dem Ende einer Herrschaft ein neuer Wahlkampf ausbrach. Die Kandidaten versuchten stets die Meinungsführer des stimmberechtigten Adels durch Privilegien, Geschenke und andere Gunsterweise für sich zu gewinnen. So fiel die Sache Halszkas und ihrer Mutter von der Agenda. Beide Frauen waren politisch nicht wichtig genug oder ihre Kontrahenten waren wichtiger und einflussreicher.

### Diskurs um die wahren Umstände

#### Eheglück kontra Politik
Die erste Ehe Halszkas mit dem Fürsten Sanguschko konnte auf Zustimmung ihrer Mutter vertrauen, weil der Bräutigam Sohn des besten Freundes ihres Vaters und auch mit dem Onkel befreundet war. Allerdings verlangte das Gesetz, das die Vormünde gemeinsam den Bräutigam bestimmen. Daher gab Fürstin Beate schnell nach, als der König sein Missfallen über ihre Wahl äußerte. Aber Sanguschko wäre in jeder Hinsicht eine standesgemäße Partie, orthodox, am Königshof aufgewachsen und ein fähiger Militär – Er hatte bereits sehr erfolgreich gegen die Tataren gekämpft – mit glänzenden Karriereaussichten. Die fehlende Zustimmung des Königs war rein politisch bedingt. Er wollte die Orthodoxen nicht zu stark werden lassen, um die angestrebte Union nicht zu gefährden. Gleiches gilt für die Weigerung des Königs, ihre dritte Heirat mit Fürst Olelkowicz anzuerkennen, der in direkter Linie Anspruch auf den Großfürstenthron von Kiew gehabt hätte. Von einer Liebesverbindung kann wohl auch hier keine Rede sein. Die Familie der Fürsten Ostrogski war traditionell der Orthodoxie tief verbunden. Das Entstehen eines orthodoxen Teilstaats konnte aus der „Union zweier Nationen“ (Polen und Litauer) eine Drei-Nationen-Union (mit Russen/Ruthenen) nötig und möglich machen. Das passte den katholischen Polen keineswegs, denn so konnte Polen das Gebiet der heutigen Ukraine von Litauen übernehmen.

#### Eheleben mit Górka
Es ist sicher, dass die Hochzeit mit Lukas Górka nur unter Zwang stattfinden konnte und die junge Prinzessin von Ostróg keine Gefühle für ihren Mann empfand. Daher ist es auch verständlich, dass sie sich ihrem ungeliebten Ehemann nicht fügen wollte. Dass sie obendrein noch von ihrer Mutter manipuliert wurde, ist vor diesem Hintergrund nur nebensächlich. Aber nicht zu verdenken ist die fragliche Standesmäßigkeit dieser Verbindung. Denn die Braut war Alleinerbin eines ehemals regierenden Fürstengeschlechts mitsamt einem entsprechenden Vermögen. Górka war dagegen nur ein Spross des ritterlichen Uradels und keines Fürstengeschlechts, also mindestens eine Stufe niedriger anzusehen und dementsprechend weniger vermögend und obendrein ein Protestant von zweifelhafter moralischer Reputation. Fakt ist, dass Lukas III. Górka seine Frau nicht einkerkern ließ. Auch der nach Halszka benannte Turm war keineswegs ihr düsteres Gefängnis, sondern er war bereits 1518 zu einem Wohnturm ausgebaut (und 1548 modernisiert) gewesen, so dass beide Eheleute darin wohnten, während das Schloss aufwendig renoviert und ausgebaut wurde. Eigentlich hat er bis heute diesen Charakter beibehalten, obwohl dort jetzt ein Museum beheimatet ist. Es gibt keine gesicherten Überlieferungen darüber, dass Halszka von Ostrog eingekerkert oder missbraucht worden sei. Die eiserne Maske gehört jedoch gewiss in das Reich der Fantasie. Sie hätte ihre Schönheit sicherlich zerstört. Überliefert und bestätigt ist dagegen, dass sich Halszka stets „im Büßergewand“ zeigte, also in Schwarz, wobei sie ebenfalls ihr Gesicht vor fremden Blicken wahrscheinlich mit einem Schleier verhüllte. Das war damals durchaus üblich. Als Lukas III. Górka 1573 „an einem Karbunkel“ starb, war das für die junge Witwe kein Grund, die Trauertracht abzulegen. Sie wusste, was sich gehörte. Allerdings kann die überlieferte Todesursache als ein Indiz für eine damals verbreite Geschlechtskrankheit (Syphilis) interpretiert werden. Das wiederum hätte die Weigerung Halszkas, mit Górka sexuell zu verkehren, und seinen Umgang damit logisch erklärt. Damals war es ein Tabu-Thema. Ihre Mutter behauptete öfters in ihren Briefen, die Ehe zwischen Halszka und Lukas Górka bliebe seinetwegen nicht vollzogen gewesen, vermied aber jede deutlichere Formulierung. Allerdings war Lukas Górka für seine sexuellen Ausschweifungen berüchtigt. 1563 wurde er deswegen sogar aus der Gemeinde der Tschechischen Brüder ausgeschlossen und wurde fortan zum Anführer der etwas toleranteren Lutheraner. Insofern sollte man ihm die nachgiebige Zurückhaltung seiner Ehefrau gegenüber hoch anrechnen. Jedoch würde jener Vorwurf, den die Fürstinmutter erhob, ins Leere greifen.

#### Familiäre Fürsorge oder Falle
Ebenfalls fraglich ist die Überlieferung, dass Halszka nach dem Tod Górkas verwirrt oder gar verrückt geworden sei. Es spricht dafür nichts als die Behauptungen jener Personen, die sie beerbt hatten. Sie hatte nämlich ihr Vermögen jahrelang selbst verwaltet, obwohl sie auf dem Schloss ihres Onkels Wassil in Dubno lebte. Unbestritten wollte sie ihr Onkel abisolieren, strittig ist jedoch, ob er dabei an ihr Wohl gedacht hatte. Unter seiner Kuratelle war sie auf jeden Fall vor weiteren Avancen fremder Heiratskandidaten geschützt. Ihr Onkel mit seinem Sohn hatten wirksam verhindert, dass die noch recht junge Witwe wiederholt heiraten konnte. So sorgte er dafür, dass das Vermögen seines Halbbruders an seine Linie fiel.
Dazu trug auch das Versprechen bei, sich für die Freilassung ihrer Mutter einzusetzen. Für derartige Bemühungen fehlen jegliche Beweise, während sich in den kaiserlichen Archiven zahlreiche Briefe anderer Personen erhalten hatten, die sich für die Freilassung von Fürstin Beate einsetzten: Vor allem wäre hier der Kaschauer Hauptkapitän Hans Rueber zu erwähnen. Man könnte also auf den Gedanken kommen, dass ihr Onkel sie ebenso isolierte und verkommen ließ, wie das Albert Laski mit ihrer Mutter trieb, die trotz des Personenschutzes kurz nach ihrer Befreiung in der Fremde starb. Beide Frauen, Mutter wie Tochter, starben auffällig unauffällig, weit weg von Orten, wo man sie vermissen und ihren Tod hinterfragen würde. Man kann sich nicht des Anscheins erwehren, dass die lieben Verwandten alles dafür taten, dass die Prinzessin noch zu Lebzeiten in Vergessenheit geriete.

#### Zweifel um das Testament
Weitere Ungereimtheiten verbergen sich im Testament von Halszka Ostrogska: Die Testamentsurkunde enthielt nicht die übliche Floskel, dass der Erblasser sein Testament im Vollbesitz seiner geistigen Kräfte formuliert. Rätselhaft bleibt auch, warum die Testamenturkunde im vorderen Teil (samt der Benennung der Begünstigten) von einer Person geschrieben wurde; der zweite Teil jedoch, in dem der Onkel zum Testamentsvollstrecker erklärt wird und das Dokument von Erblasserin und ehrenwerten Zeugen unterschrieben wurde von einer anderen Person geschrieben wurde. Warum wurde der viel ältere Onkel zum Testamentsvollstrecker bestellt? Warum soll eine noch gar nicht so betagte Frau plötzlich ihren letzten Willen zu Papier bringen? Wenn sie ernsthaft krank gewesen wäre, würde das Testament wahrscheinlich kurz vor ihrem Ableben verfasst. Vielleicht ist sie dann umgebracht worden, nachdem die Mitunterzeichner und Zeugen ihres Testaments gestorben sind? Dann konnte man mit an Sicherheit grenzender Wahrscheinlichkeit von einem Mordkomplott reden, das der Onkel angezettelt hatte, um an das Vermögen seines Halbbruders und seiner Erben zu kommen.

## Leistungen
Fürstin Elżbieta Ostrogska war es nicht zeitlebens nicht vergönnt, eigenständig zu agieren. Dennoch, in die Heimat zurückgekehrt, machte sie große Schenkungen an die Ostroger Akademie, welche von ihrem Onkel gegründet lange Zeit die einzige orthodoxe Hochschule in Polen-Litauen blieb.
Ihr Schicksal beflügelte jedoch Kunst, Musik und Literatur von vier Nationen.

## Halszka in Kunst und Literatur
Es wäre schwierig, alle Werke aufzuzählen, welche das Schicksal der Prinzessin von Ostróg behandeln oder ihre Motive aufgreifen. Hier folgt also nur eine Auswahl:

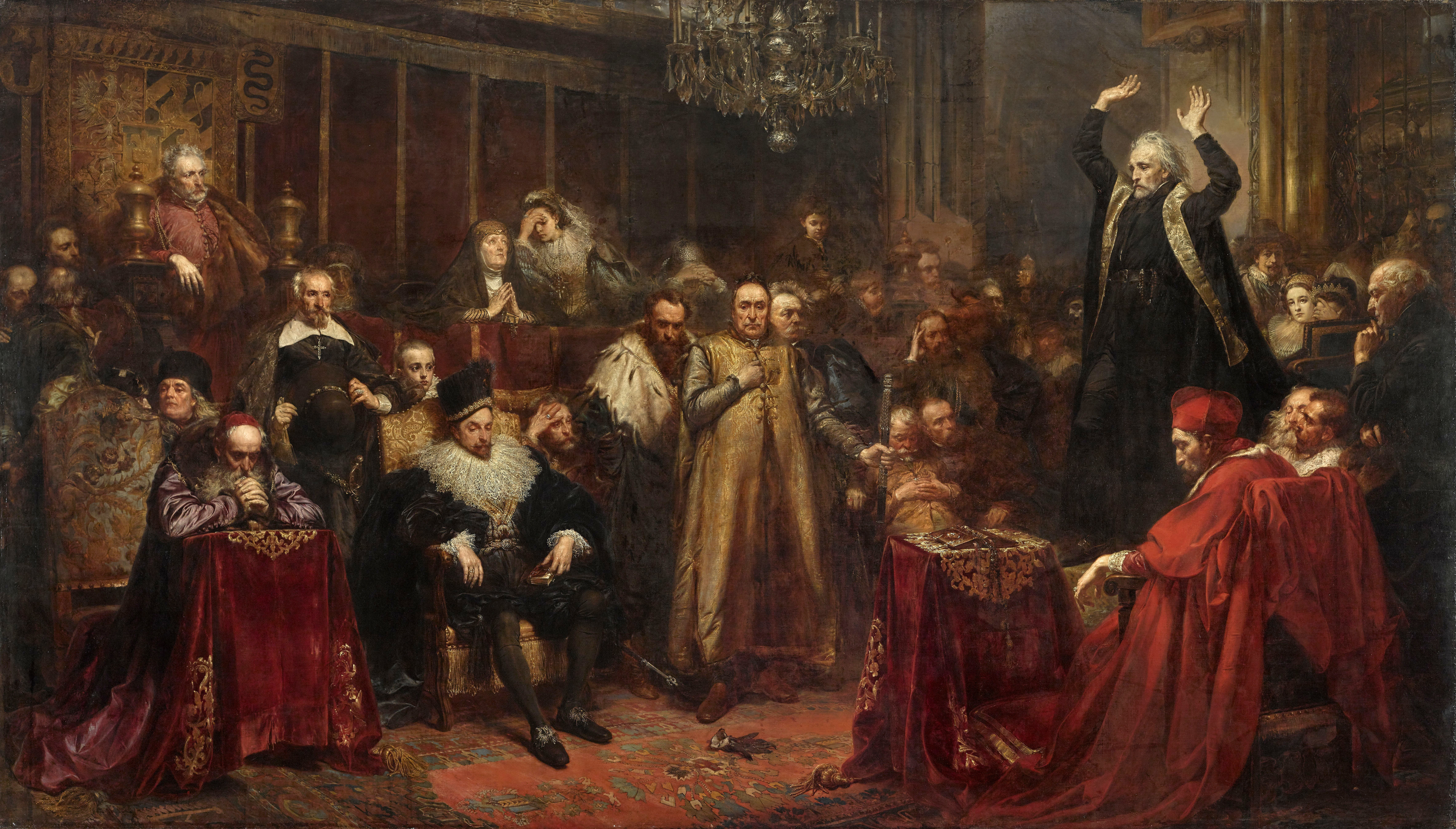
Ölbild "Skargas Predigt" von Jan Matejko. Der polnische Historienmaler setzte Halszka Ostrogska in diese Phantasieszene leicht links von der Mitte in dunkelblauem Kleid mit weißen Spitzen, wie sie sich die Hand vor die Augen hält. Links neben ihr die Mutter. Auf dem Thron sitzt Sigismund III. Wasa. Alle lauschen der Predigt von Pater Skarga. Allerdings in Wirklichkeit konnten die dargestellten Personen nie so zusammenkommen. Das Bild ist daher keine historische Schilderung, sondern eine Allegorie auf die Probleme der Polnischen Adelsrepublik, die zu ihrem Untergang führten.

- Piotr Skarga: Kazanie VIII – O szóstej chorobie Rzeczypospolitej, in Kazania Sejmowe; 1597
- Stanisław Jaszowski: Elżbieta Księżniczka Ostrogska. Powieść z czasów Króla Zygmunta Augusta; Lwów 1829 (Gesellschaftshistorischer Roman)
- Józef Ignacy Kraszewski: Halszka (Drama in drei Akten); Wilna 1838
- Aleksander Przeździecki: Halszka z Ostroga (Drama in fünf Akten); Wilna 1841
- Józef Szujski: Halszka z Ostroga (Historiendrama in fünf Akten); Krakau 1859
- Jan Matejko: Kazanie Skargi (Ölbild auf Leinen 324 × 397 cm)
- Józef Wojciechowski: Księżniczka Ostrogska; 1868 (Drama)
- Karol Zap: Eliska, knieznicka z Ostrohu, mravoliczny obraz ze 16 stoleti (Erzählung in tschechischer Sprache um 1850)
- Jacob Caro: Beata und Halszka. Eine polnisch-russische Geschichte aus dem sechzehnten Jahrhundert. In: „Deutsche Revue“ 8.2 (1883), S. 289–315, bes. S. 313f.
- Mieczysław Dereżyński: Czarna Księżniczka Halszka z Ostroga; Szamotuły 1931 (Legendenerzählung)
- Maria Julia ze Sławskich Wicherkiewiczow: Łódź na purpurze; Poznań 1932 (Roman)
- Amelia Łączyńska: Infuły i szyszaki. Opowieść o wielkim rodzie Górków; Nauka i Wiedza, Warszawa 1966 (Sachbuch nach Art einer Familienchronik)
- Janusz Teodor Dybowski: Wieża Czarnej Księżniczki, LSW, Warszawa 1968 (Historienroman)
- Krystyna Kolińska: Wojna dwudziestoletnia o Czarną Księżniczkę, (in:) "Damy Czarne i Białe"; Iskry, Warszawa 1972 (Erzählung)
- Zbigniew Kuchowicz: Wizerunki niepospolitych niewiast staropolskich XVI – XVIII wieku; Wydawnictwo Łódzkie, Łódź 1974 (Sachbuch)
- Marek Ruszczyc: Niepospolite kobiety – Legenda i historia; Polonia, Kraków 1986
- Marian Schwartz: Halszka (Linolschnitt)